# Fyziologická skvrnitost jablek

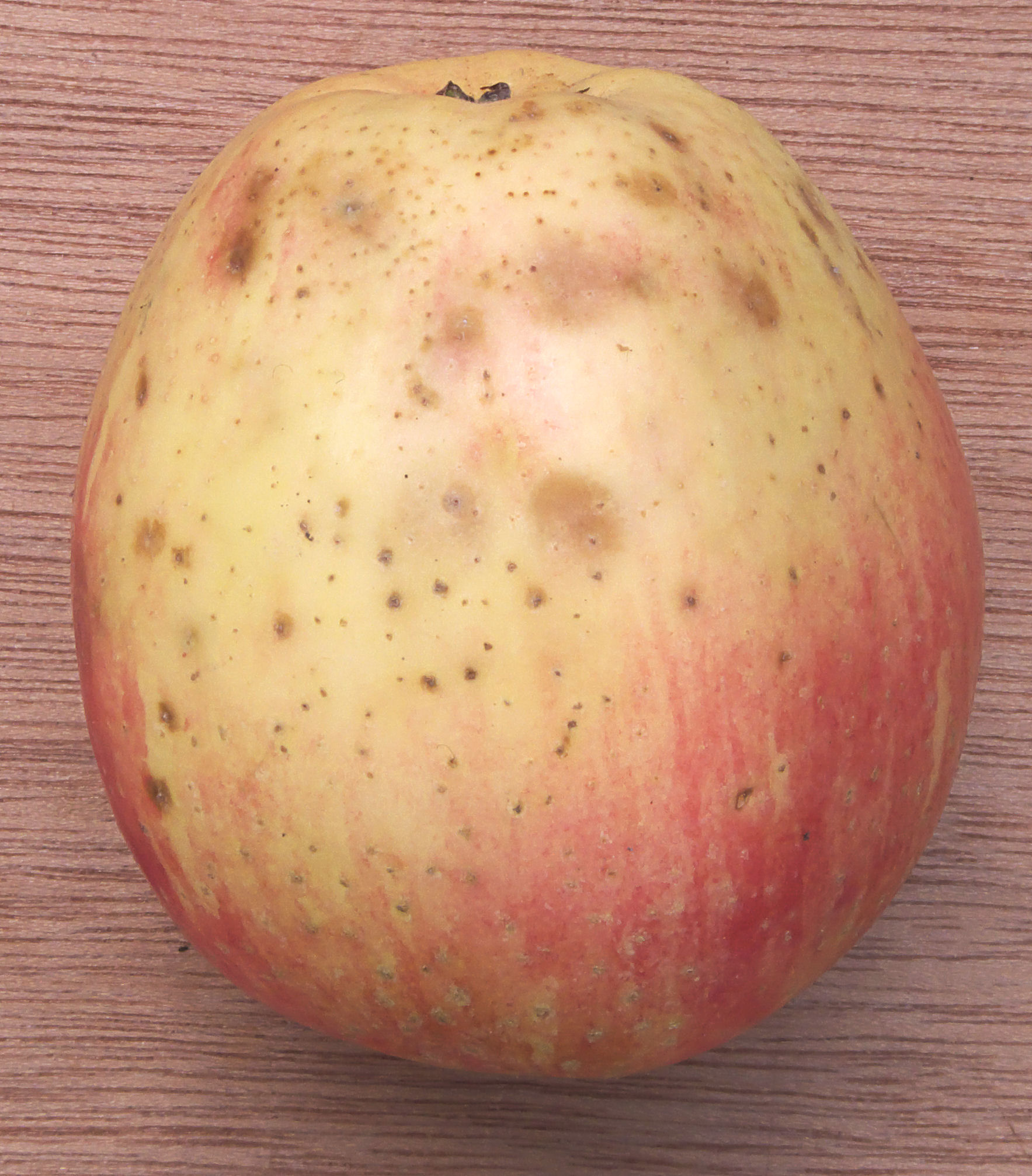

Fyziologická skvrnitost jablek také hořká skvrnitost jablek nebo pihovitost jablek je fyziologická porucha která se projevuje především na mladých bujně rostoucích stromech s malou násadou velkých plodů. Plody mají oblasti s tmavými propadlými skvrnami, chuť těchto oblastí je hořká. Příčinou onemocnění je narušení metabolismu sacharidů a následně vodního režimu v důsledku nedostatku vápníku v plodech. Výskyt ovlivňují povětrnostní a půdní podmínky a nevyrovnaná výživa, především nadbytek dusíku a draslíku. Některé odrůdy jsou náchylnější než jiné.
Fyziologická skvrnitost jablek se také vyskytuje u hrušní a kdouloní, ale méně často.

## Symptomy
Na slupce plodů a v dužnině jsou zřetelné tmavé skvrny, asi 5 mm v průměru. Buňky v uvedených místech, jsou mrtvé, nekrotizují a mění barvu na hnědočernou.

## Původce
Poškození vzniká nerovnováha ve výživě. Především poškození vzniká vlivem vlhkého počasí, a především nadbytkem dusíku a u mladých výsadeb. Některé odrůdy a kříženci jsou specificky velmi náchylné (Jonathan) , ale poškozeny obecně bývají více odrůdy s velkými plody v přehnojené půdě intenzivních výsadeb. 
Je uváděna nízká koncentrace vápníku a relativně vysoké hladiny draslíku a hořčíku. Srovnávací analýza mezi postiženou tkáně a normální tkání a okolí odhalila abnormálně vysokou koncentraci minerálů, včetně vápníku, a cukrů.

## Ošetření
Doporučuje se vápnění a omezení hnojení dusíkem, preventivně především u náchylných odrůd v deštivých letech.

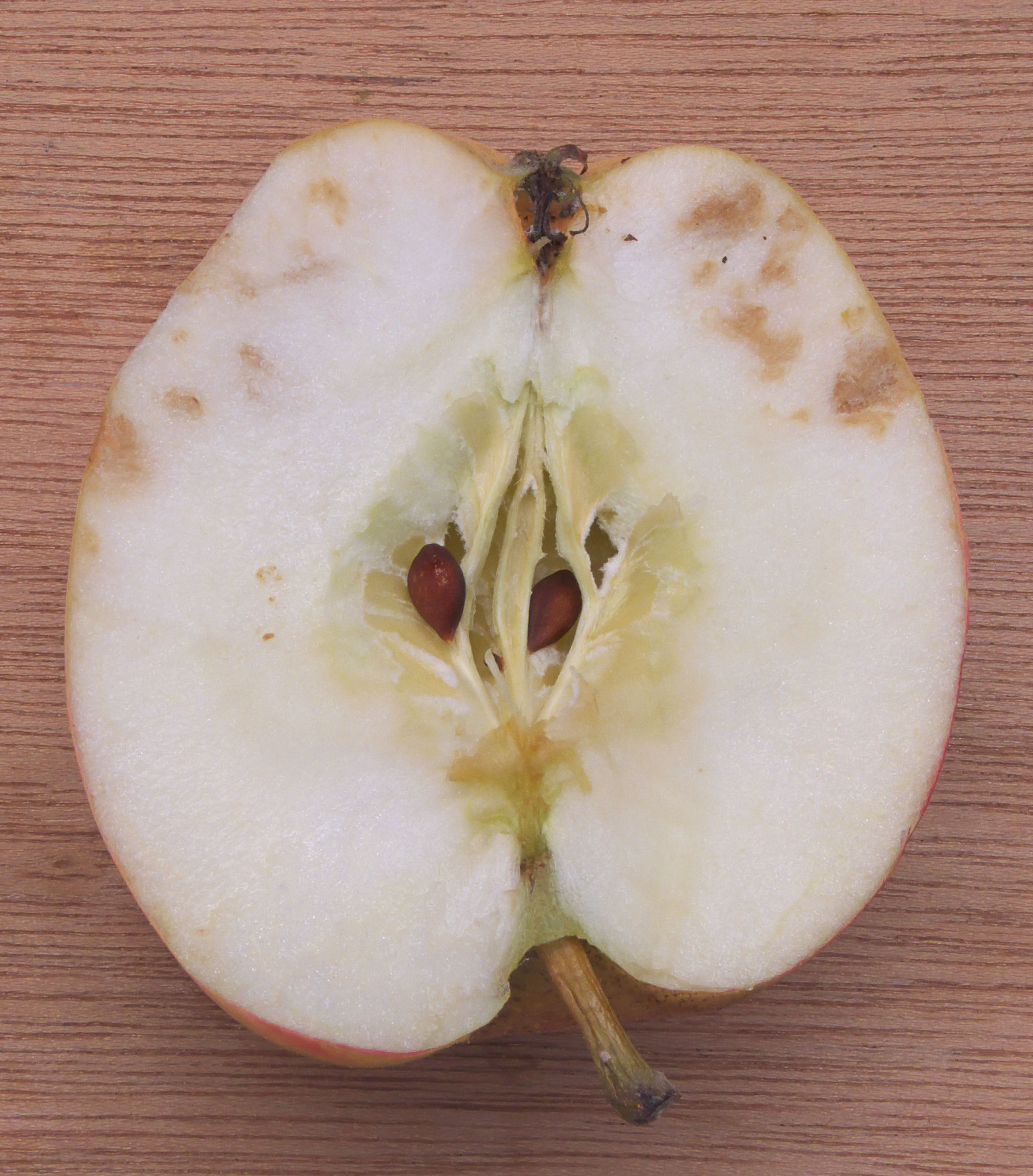
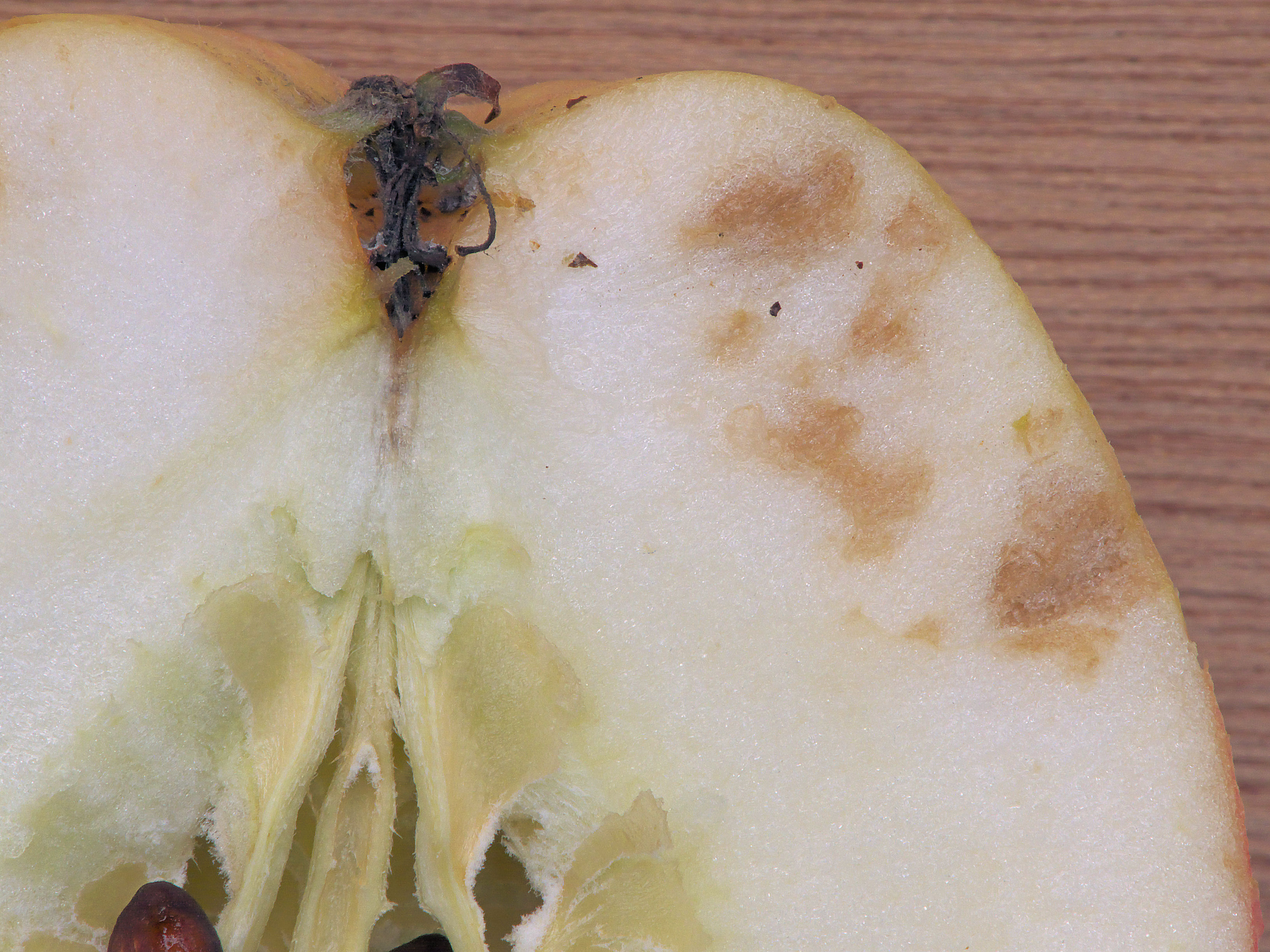